# Рустик Римский
Русти́к (III век, лат. Rusticus) — святой мученик Римский. День памяти — 30 января. 
Св. Рустик пострадал во время царствования римского императора Клавдия II вместе с свв. мучениками Ипполитом, Хрисией, Кенсорином, Савином и иными, имена коих Филикл, Максим, Геркулин, Венерий, Стиракин, Мина, Коммод, Ерм, Мавр, Евсевий, Монагрей, Амандин, Олимпий, Кипр, Феодор, Тривун, Максим пресвитер, Архелай диакон и Кирин епископ.